# Setaria corrugata
Setaria corrugata là một loài thực vật có hoa trong họ Hòa thảo. Loài này được (Elliott) Schult. miêu tả khoa học đầu tiên năm 1824.